# Marzio Bruseghin
Marzio Bruseghin (Conegliano, 15 juni 1974) is een voormalig Italiaans wielrenner die bekendstond als een behoorlijke klimmer en goede tijdrijder.

## Carrière
In 2006 werd Bruseghin Italiaans kampioen tijdrijden. Zijn bijnaam luidde de Locomotief van Vittorio, omdat hij verschrikkelijk hard op kop van het peloton kon rijden als knecht.
Bruseghin zou in 2011 namens Team Movistar deelnemen aan de Ronde van Italië, toen bekend werd dat hij werd verdacht in de Mantua-dopingzaak; hij zou toen hij nog fietste bij Lampre telefonisch contact hebben gehad met de Guido Nigrelli, de apotheker die centraal stond in de zaak. In december 2015 werden Bruseghin en zijn voormalig teamgenoten vrijgesproken van dopinggebruik.

## Varia
Bruseghin teelt biologische prosecco en baat een agriturismo uit.

## Belangrijkste overwinningen
1992
Eindklassement Giro della Lunigiana, Junioren
1996
Trofeo Banca Popolare di Vicenza
Ronde van Casentino
Trofeo Città di San Vendemiano
2001
4e etappe Ronde van Portugal (ploegentijdrit)
2006
 Italiaans kampioen tijdrijden, Elite
2007
13e etappe Ronde van Italië
1e etappe Ronde van Polen (ploegentijdrit)
2008
10e etappe Ronde van Italië (individuele tijdrit)

## Resultaten in voornaamste wedstrijden
| Jaar | Ronde van Italië | Ronde van Frankrijk | Ronde van Spanje |
| ---- | ---------------- | ------------------- | ---------------- |
| 1997 |                  |                     |                  |
| 1998 | 80e              |                     |                  |
| 1999 | 66e              |                     |                  |
| 2000 | 69e              |                     |                  |
| 2001 | 16e              |                     |                  |
| 2002 |                  | 47e                 |                  |
| 2003 | 22e              | 66e                 |                  |
| 2004 | 58e              | 68e                 |                  |
| 2005 | 9e               |                     |                  |
| 2006 | 25e              | 19e                 |                  |
| 2007 | 8e (1)           | 41e                 |                  |
| 2008 | ↑ (1)            | 27e                 | 10e              |
| 2009 | 8e               | 80e                 |                  |
| 2010 | opgave           |                     | 20e              |
| 2011 |                  |                     | 14e              |
| 2012 | 17e              |                     |                  |

| Jaar | Milaan-San Remo | Ronde van Lombardije |  | WK op de weg |  | Wereldranglijsten |
| ---- | --------------- | -------------------- |  | ------------ |  | ----------------- |
| 1997 | 164e            |                      |  |              |  |                   |
| 1998 |                 |                      |  |              |  |                   |
| 1999 | 161e            |                      |  |              |  |                   |
| 2000 |                 |                      |  |              |  |                   |
| 2001 | 103e            |                      |  |              |  |                   |
| 2002 |                 |                      |  |              |  |                   |
| 2003 |                 |                      |  |              |  |                   |
| 2004 |                 | 6e                   |  |              |  |                   |
| 2005 |                 | 23e                  |  |              |  | 50e (UPT)         |
| 2006 |                 |                      |  | 116e         |  | 76e (UPT)         |
| 2007 |                 |                      |  | opgave       |  | 68e (UPT)         |
| 2008 | 132e            |                      |  | opgave       |  |                   |
| 2009 |                 |                      |  | opgave       |  | 101e (UWK)        |
| 2010 |                 |                      |  | 37e          |  | 238e (UWK)        |
| 2011 | 74e             |                      |  |              |  | 112e (UWT)        |
| 2012 |                 |                      |  |              |  |                   |

## Ploegen
- 1997 –  Brescialat-Oyster
- 1998 –  Brescialat-Liquigas
- 1999 –  Banesto
- 2000 –  Banesto
- 2001 –  iBanesto.com
- 2002 –  iBanesto.com
- 2003 –  Fassa Bortolo
- 2004 –  Fassa Bortolo
- 2005 –  Fassa Bortolo
- 2006 –  Lampre-Fondital
- 2007 –  Lampre-Fondital
- 2008 –  Lampre (wielerploeg)
- 2009 –  Lampre-NGC
- 2010 –  Caisse d'Epargne
- 2011 –  Movistar Team
- 2012 –  Movistar Team
- 2013 –  Movistar Team